# 一磷化钴
一磷化钴是一种无机化合物，化学式为CoP。

## 制备
一磷化钴的製備如下：将1-十八烯（1-octadecylen，ODE）和油胺（OLAM）中的Co2(CO)8热分解，得到ε-Co纳米粉末，再在同样介质中和三辛基膦（TOP）于320℃反应得到。
用钴和磷单质按化学计量比反应，也能得到CoP：
Co + P → CoP

## 用途
CoP可用作加氢脱氮和加氢脱硫的催化剂。